# Деніелл Джонс (тенісистка)
Деніелл Джонс (англ. Danielle Jones; нар. 4 березня 1969) — колишня австралійська тенісистка.
Найвищу одиночну позицію світового рейтингу — 218 місце досягла 3 жовтня 1994, парну — 91 місце — 27 жовтня 1997 року.
Здобула 14 парних титулів туру ITF.
Найвищим досягненням на турнірах Великого шолома було 2 коло в парному розряді.

## Фінали ITF

### Одиночний розряд (0–1)
| турніри $25,000 |
| турніри $10,000 |

| Результат | Ранг | Дата           | Турнір                  | Покриття | Суперниця      | Рахунок  |
| --------- | ---- | -------------- | ----------------------- | -------- | -------------- | -------- |
| Поразка   | 1.   | 4 березня 1990 | ITF Канберра, Австралія | Трава    | Дженін Томпсон | 3–6, 0–6 |

### Парний розряд (14–6)
| Результат | Ранг | Дата              | Турнір                            | Покриття | Партнерка          | Суперниці                        | Рахунок       |
| --------- | ---- | ----------------- | --------------------------------- | -------- | ------------------ | -------------------------------- | ------------- |
| Поразка   | 1.   | 7 серпня 1988     | ITF Роаноук, США                  | Тверде   | Лайза Келлер       | Робін Лемб Вінченца Прокаччі     | 4–6, 7–5, 3–6 |
| Поразка   | 2.   | 6 серпня 1989     | Реда-Віденбрюк, Західна Німеччина | Ґрунт    | Лайза Келлер       | Нора Байчикова Петра Голубова    | 1–6, 2–6      |
| Перемога  | 1.   | 17 вересня 1989   | Сетубал, Португалія               | Тверде   | Лайза Келлер       | Колетте Селі Есмір Гогендорн     | 6–1, 6–3      |
| Перемога  | 2.   | 27 листопада 1989 | Мельбурн, Австралія               | Тверде   | Паулетте Морено    | Еллісон Купер Джастін Годдер     | 6–2, 6–2      |
| Поразка   | 3.   | 19 лютого 1990    | Мельбурн, Австралія               | Тверде   | Шерон Макнамара    | Хосокі Юко Хіросе Аяко           | 3–6, 2–6      |
| Перемога  | 3.   | 2 липня 1990      | Штугарт, Західна Німеччина        | Ґрунт    | Керрі-Енн Г'юз     | Івана Янковська Ева Меліхарова   | 6–4, 6–7, 6–3 |
| Перемога  | 4.   | 22 липня 1991     | Сецце, Італія                     | Ґрунт    | Луїс Флемінг       | Інгелісе Дрігейс Джастін Годдер  | 6–3, 6–2      |
| Перемога  | 5.   | 29 липня 1991     | Ачиреале, Італія                  | Ґрунт    | Джастін Годдер     | Габріелла Боск'єро Кайлі Джонсон | 6–4, 6–4      |
| Поразка   | 4.   | 9 березня 1992    | Водонга, Австралія                | Gras     | Крістін Кунс       | Джулі Річардсон Аманда Трейл     | 4–6, 4–6      |
| Поразка   | 5.   | 16 березня 1992   | Канберра, Австралія               | Gras     | Крістін Кунс       | Джулі Річардсон Аманда Трейл     | 3–6, 3–6      |
| Перемога  | 6.   | 13 липня 1992     | Евансвілл, США                    | Тверде   | Тесса Прайс        | Мелані Бернард Керолайн Ділайл   | 6–2, 4–6, 6–4 |
| Перемога  | 7.   | 20 липня 1992     | Роаноук, США                      | Тверде   | Тесса Прайс        | Мелані Бернард Сінді Саммерс     | 6–2, 6–2      |
| Поразка   | 6.   | 10 серпня 1992    | Йорк, США                         | Тверде   | Тесса Прайс        | Ніколь Арендт Шеннен Маккарті    | 3–6, 3–6      |
| Перемога  | 8.   | 16 листопада 1992 | Порт-Пірі, Австралія              | Тверде   | Тесса Прайс        | Джоанн Ліммер Робін Модслі       | 6–2, 5–7, 6–3 |
| Перемога  | 9.   | 30 жовтня 1995    | Саґа, Японія                      | Трава    | Тесса Прайс        | Робін Модслі Кіррілі Шарп        | 6–4, 6–2      |
| Перемога  | 10.  | 31 березня 1996   | Олбері, Австралія                 | Трава    | Нанні де Вільєрс   | Хотта Томое Енджі Марік          | 7–6, 6–3      |
| Перемога  | 11.  | 28 жовтня 1996    | Саґа, Японія                      | Трава    | Тамарін Танасугарн | Мотідзукі Хіроко Танака Юка      | 6–2, 6–3      |
| Перемога  | 12.  | 3 серпня 1997     | Лексінгтон (Кентуккі), США        | Тверде   | Еллі Гакамі        | Сібата Каору Катарина Среботнік  | 6–2, 7–5      |
| Перемога  | 13.  | 10 жовтня 1997    | Саґа (Саґа), Японія               | Трава    | Обата Саорі        | Суріна Де Беер Урабе Намі        | 6–3, 6–4      |
| Перемога  | 14.  | 29 листопада 1998 | ITF Нуріоотпа, Австралія          | Тверде   | Ванесса Вебб       | Кетрін Берклей Труді Мусгрейв    | 6–3, 7–5      |